# Emplocia pallor
Emplocia pallor är en fjärilsart som beskrevs av Druce 1893. Emplocia pallor ingår i släktet Emplocia och familjen mätare. Inga underarter finns listade i Catalogue of Life.